# Don Amor
Pour les articles homonymes, voir Don.
Don Amor ((fr) Don Amour), est une telenovela portoricaine diffusée en 2008 par Canal 13 et Canal 6.

## Distribution
- Carolina Arregui - Maira Acevedo
- Nydia Caro - Victoria Lausell
- Ignacia Baeza - Chantal Acevedo
- Jorge Alberti - Lucián Carvajal
- Jorge Martínez - Angel Carvajal
- Ernesto Javier Concepción - Jason "Jay" Hernández
- Awilda Sterling - Virginia Cosme "Doña Canga"
- Carlos Marín - Roberto "Tito" Torres
- Dolores Pedro - Lorna Torres
- Gaby Hernández - Cecilia Ovalle
- Eduardo Barril - Rodolfo
- Sofía García - Constanza Dreyer
- Carmina Riego - Beatriz Salas "Miss Betty"
- Israel Lugo - Cacho Ortega Jr. "Orteguita"
- Catalina Martin - María José Araya
- Francisco Gormaz - Román Carnevalli
- Catalina González - Vanessa Rodríguez
- Cristobal Tapia-Montt - Rodrigo Cifuentes
- Alfredo Allende (Chilean) - Eugenio "Topo" Martínez
- Oscar Guerrero - Pablo Manuel Velásquez
- Nicolás Alonso - Cristian Flores
- Carolina García - Milagros Santos
- Joaquín Jarque - Edwin Santana
- Norwill Fragoso - Shelly Mar Gómez
- Joemy Blanco
- Natalia Rivera - Paola Sierra
- Jonathan Dwayne - José Carlos López
- Joann Polanco
- Eddie Torreins
- Eddie Irizarry
- Victor Class
- Marivette Gonzalez

### Guest Stars
- Pili Montilla - Isabel
- María Izquierdo - Patricia
- Tamara Acosta - Gloria
- Cristián Campos - Matías
- Carlos Alberto López - Doctor

## Diffusion internationale
- Canal 13 (2008) / Rec TV (2014)
- Canal 6